# Tour Breda
La tour Breda (en italien : Torre Breda) est un gratte-ciel de Milan en Italie.

## Histoire
Les travaux de construction du bâtiment, commencés en 1950, ont été terminés en 1954. À la fin des travaux la tour Breda était le bâtiment le plus haut d'Italie et le premier bâtiment milanais à dépasser les 108 mètres du Dôme de Milan.

## Description
Avec 117 mètres de hauteur et 30 niveaux, la tour Breda est le dixième bâtiment le plus haut de Milan.